# Valentin Stocker
Valentin Stocker (Lucerna, 17 aprile 1989) è un dirigente sportivo ed ex calciatore svizzero, di ruolo centrocampista, responsabile marketing del Basilea.

## Caratteristiche tecniche
Elemento prezioso dal punto di vista tattico - potendo giocare indifferentemente nel 4-4-2, nel 4-3-3 e nel 4-2-3-1 - è un esterno offensivo in grado di coprire tutti i ruoli offensivi della fascia sinistra, capace di adattarsi a trequartista o mediano. In possesso di una notevole resistenza allo sforzo - a cui abbina rapidità di esecuzione e un discreto dribbling - è un calciatore preciso nei cross ed efficace sui tiri dalla lunga distanza.

## Carriera

### Club

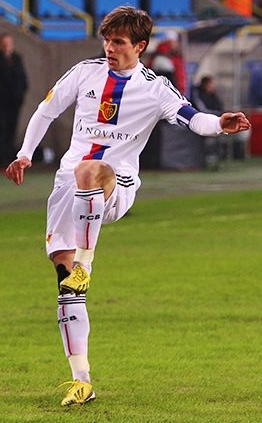
Stocker ritratto con la divisa del Basilea

Muove i suoi primi passi nelle giovanili del Kriens, per poi approdare al Basilea. Legatosi alla società svizzera fino al 2010 esordisce in prima squadra il 27 febbraio 2008 contro il Thun da titolare, gara secca valida per la semifinale della Coppa Svizzera. Il 30 luglio 2008 esordisce in Champions League contro il Göteborg, partita di qualificazione alla fase finale della competizione, sostituendo Marko Perovic al 58'.
Il 19 maggio 2014 - dopo aver trascorso 9 anni con il Basilea, vincendo sei titoli e laureandosi tre volte vincitore della Coppa Svizzera - lascia la squadra, di cui è stato anche capitano in assenza di Streller e Frei, passando all'Hertha Berlino in cambio di 4 milioni di euro. Il calciatore firma un quadriennale da 1.6 milioni di euro a stagione.
Esordisce in Bundesliga il 22 settembre contro il Friburgo alla quarta giornata di campionato, subentrando al 68' al posto di Genki Haraguchi. Il 10 gennaio 2018 fa ritorno al Basilea, firmando con il club svizzero fino al 2021.

### Nazionale
Dopo aver disputato vari incontri a livello giovanile, esordisce in nazionale il 20 agosto 2008 contro il Cipro in amichevole, segnando una delle quattro reti che consentono agli svizzeri di vincere l'incontro. Prende poi parte sotto la guida del CT Ottmar Hitzfeld ai Mondiali 2014.

## Statistiche

### Presenze e reti nei club
Statistiche aggiornate al 14 febbraio 2021.
| Stagione              | Squadra               | Campionato            | Campionato | Campionato | Coppe nazionali | Coppe nazionali | Coppe nazionali | Coppe continentali | Coppe continentali | Coppe continentali | Altre coppe | Altre coppe | Altre coppe | Totale | Totale |
| Stagione              | Squadra               | Comp                  | Pres       | Reti       | Comp            | Pres            | Reti            | Comp               | Pres               | Reti               | Comp        | Pres        | Reti        | Pres   | Reti   |
| --------------------- | --------------------- | --------------------- | ---------- | ---------- | --------------- | --------------- | --------------- | ------------------ | ------------------ | ------------------ | ----------- | ----------- | ----------- | ------ | ------ |
| 2007-2008             | Basilea               | SL                    | 11         | 3          | CS              | 1               | 0               | CU                 | 0                  | 0                  | -           | -           | -           | 12     | 3      |
| 2008-2009             | Basilea               | SL                    | 32         | 5          | CS              | 4               | 0               | UCL                | 9                  | 1                  | -           | -           | -           | 45     | 6      |
| 2009-2010             | Basilea               | SL                    | 31         | 12         | CS              | 4               | 3               | UEL                | 9                  | 0                  | -           | -           | -           | 44     | 15     |
| 2010-2011             | Basilea               | SL                    | 26         | 7          | CS              | 1               | 0               | UCL+UEL            | 8+2                | 3+0                | -           | -           | -           | 37     | 10     |
| 2011-2012             | Basilea               | SL                    | 15         | 4          | CS              | 3               | 0               | UCL                | 3                  | 1                  | -           | -           | -           | 21     | 5      |
| 2012-2013             | Basilea               | SL                    | 31         | 6          | CS              | 3               | 2               | UCL+UEL            | 4+13               | 0+3                | -           | -           | -           | 51     | 11     |
| 2013-2014             | Basilea               | SL                    | 30         | 13         | CS              | 4               | 0               | UCL+UEL            | 10+5               | 1+2                | -           | -           | -           | 49     | 16     |
| 2014-2015             | Hertha Berlino        | BL                    | 26         | 3          | CG              | 1               | 0               | -                  | -                  | -                  | -           | -           | -           | 27     | 3      |
| 2015-2016             | Hertha Berlino        | BL                    | 22         | 1          | CG              | 2               | 0               | -                  | -                  | -                  | -           | -           | -           | 24     | 1      |
| 2016-2017             | Hertha Berlino        | BL                    | 17         | 4          | CG              | 2               | 1               | UEL                | 1                  | 0                  | -           | -           | -           | 20     | 5      |
| 2017-gen. 2018        | Hertha Berlino        | BL                    | 3          | 0          | CG              | 0               | 0               | UEL                | 2                  | 0                  | -           | -           | -           | 5      | 0      |
| Totale Hertha Berlino | Totale Hertha Berlino | Totale Hertha Berlino | 68         | 8          |                 | 5               | 1               |                    | 3                  | 0                  |             | -           | -           | 76     | 9      |
| gen.-giu. 2018        | Basilea               | SL                    | 14         | 2          | CS              | 1               | 0               | UCL                | 2                  | 0                  | -           | -           | -           | 17     | 2      |
| 2018-2019             | Basilea               | SL                    | 17         | 2          | CS              | 5               | 2               | UCL+UEL            | 2+2                | 0                  | -           | -           | -           | 26     | 4      |
| 2019-2020             | Basilea               | SL                    | 29         | 8          | CS              | 5               | 2               | UCL+UEL            | 4+10               | 0+2                | -           | -           | -           | 48     | 12     |
| 2020-2021             | Basilea               | SL                    | 23         | 6          | CS              | 1               | 0               | UEL                | 3                  | 1                  | -           | -           | -           | 27     | 7      |
| 2021-2022             | Basilea               | SL                    | 26         | 6          | CS              | 1               | 0               | UECL               | 11                 | 4                  | -           | -           | -           | 38     | 10     |
| Totale Basilea        | Totale Basilea        | Totale Basilea        | 295        | 74         |                 | 33              | 9               |                    | 97                 | 18                 |             | -           | -           | 415    | 101    |
| Totale carriera       | Totale carriera       | Totale carriera       | 344        | 79         |                 | 38              | 10              |                    | 100                | 18                 |             | -           | -           | 491    | 110    |

### Cronologia presenze e reti in nazionale
| Cronologia completa delle presenze e delle reti in nazionale ― Svizzera | Cronologia completa delle presenze e delle reti in nazionale ― Svizzera | Cronologia completa delle presenze e delle reti in nazionale ― Svizzera | Cronologia completa delle presenze e delle reti in nazionale ― Svizzera | Cronologia completa delle presenze e delle reti in nazionale ― Svizzera | Cronologia completa delle presenze e delle reti in nazionale ― Svizzera | Cronologia completa delle presenze e delle reti in nazionale ― Svizzera | Cronologia completa delle presenze e delle reti in nazionale ― Svizzera |
| Data                                                                    | Città                                                                   | In casa                                                                 | Risultato                                                               | Ospiti                                                                  | Competizione                                                            | Reti                                                                    | Note                                                                    |
| ----------------------------------------------------------------------- | ----------------------------------------------------------------------- | ----------------------------------------------------------------------- | ----------------------------------------------------------------------- | ----------------------------------------------------------------------- | ----------------------------------------------------------------------- | ----------------------------------------------------------------------- | ----------------------------------------------------------------------- |
| 20-8-2008                                                               | Basilea                                                                 | Svizzera                                                                | 4 – 1                                                                   | Cipro                                                                   | Amichevole                                                              | 1                                                                       | 75’                                                                     |
| 10-9-2008                                                               | Zurigo                                                                  | Svizzera                                                                | 1 – 2                                                                   | Lussemburgo                                                             | Qual. Mondiali 2010                                                     | -                                                                       |                                                                         |
| 19-11-2008                                                              | San Gallo                                                               | Svizzera                                                                | 1 – 0                                                                   | Finlandia                                                               | Amichevole                                                              | -                                                                       | 46’                                                                     |
| 11-8-2010                                                               | Klagenfurt                                                              | Austria                                                                 | 0 – 1                                                                   | Svizzera                                                                | Amichevole                                                              | -                                                                       | 76’                                                                     |
| 8-10-2010                                                               | Podgorica                                                               | Montenegro                                                              | 1 – 0                                                                   | Svizzera                                                                | Qual. Euro 2012                                                         | -                                                                       | 76’                                                                     |
| 12-10-2010                                                              | Basilea                                                                 | Svizzera                                                                | 4 – 1                                                                   | Galles                                                                  | Qual. Euro 2012                                                         | 2                                                                       |                                                                         |
| 17-11-2010                                                              | Ginevra                                                                 | Svizzera                                                                | 2 – 2                                                                   | Ucraina                                                                 | Amichevole                                                              | -                                                                       | 85’                                                                     |
| 9-2-2011                                                                | La Valletta                                                             | Malta                                                                   | 0 – 0                                                                   | Svizzera                                                                | Amichevole                                                              | -                                                                       | 62’                                                                     |
| 26-3-2011                                                               | Sofia                                                                   | Bulgaria                                                                | 0 – 0                                                                   | Svizzera                                                                | Qual. Euro 2012                                                         | -                                                                       | 67’                                                                     |
| 29-2-2012                                                               | Berna                                                                   | Svizzera                                                                | 1 – 3                                                                   | Argentina                                                               | Amichevole                                                              | -                                                                       | 65’                                                                     |
| 26-5-2012                                                               | Basilea                                                                 | Svizzera                                                                | 5 – 3                                                                   | Germania                                                                | Amichevole                                                              | -                                                                       | 77’                                                                     |
| 30-5-2012                                                               | Lucerna                                                                 | Svizzera                                                                | 0 – 1                                                                   | Romania                                                                 | Amichevole                                                              | -                                                                       | 64’                                                                     |
| 15-8-2012                                                               | Spalato                                                                 | Croazia                                                                 | 2 – 4                                                                   | Svizzera                                                                | Amichevole                                                              | -                                                                       | 46’                                                                     |
| 11-9-2012                                                               | Lucerna                                                                 | Svizzera                                                                | 2 – 0                                                                   | Albania                                                                 | Qual. Mondiali 2014                                                     | -                                                                       | 75’ 79’                                                                 |
| 6-2-2013                                                                | Il Pireo                                                                | Grecia                                                                  | 0 – 0                                                                   | Svizzera                                                                | Amichevole                                                              | -                                                                       |                                                                         |
| 23-3-2013                                                               | Strovolos                                                               | Cipro                                                                   | 0 – 0                                                                   | Svizzera                                                                | Qual. Mondiali 2014                                                     | -                                                                       | 46’                                                                     |
| 8-6-2013                                                                | Ginevra                                                                 | Svizzera                                                                | 1 – 0                                                                   | Cipro                                                                   | Qual. Mondiali 2014                                                     | -                                                                       | 77’                                                                     |
| 14-8-2013                                                               | Basilea                                                                 | Svizzera                                                                | 1 – 0                                                                   | Brasile                                                                 | Amichevole                                                              | -                                                                       | 46’                                                                     |
| 6-9-2013                                                                | Berna                                                                   | Svizzera                                                                | 4 – 4                                                                   | Islanda                                                                 | Qual. Mondiali 2014                                                     | -                                                                       | 78’                                                                     |
| 10-9-2013                                                               | Oslo                                                                    | Norvegia                                                                | 0 – 2                                                                   | Svizzera                                                                | Qual. Mondiali 2014                                                     | -                                                                       | 74’                                                                     |
| 11-10-2013                                                              | Tirana                                                                  | Albania                                                                 | 1 – 2                                                                   | Svizzera                                                                | Qual. Mondiali 2014                                                     | -                                                                       | 68’                                                                     |
| 5-3-2014                                                                | San Gallo                                                               | Svizzera                                                                | 2 – 2                                                                   | Croazia                                                                 | Amichevole                                                              | -                                                                       | 79’                                                                     |
| 30-5-2014                                                               | Lucerna                                                                 | Svizzera                                                                | 1 – 0                                                                   | Giamaica                                                                | Amichevole                                                              | -                                                                       | 64’                                                                     |
| 3-6-2014                                                                | Lucerna                                                                 | Svizzera                                                                | 2 – 0                                                                   | Perù                                                                    | Amichevole                                                              | -                                                                       | 72’                                                                     |
| 15-6-2014                                                               | Brasilia                                                                | Svizzera                                                                | 2 – 1                                                                   | Ecuador                                                                 | Mondiali 2014 - 1º turno                                                | -                                                                       | 46’                                                                     |
| 18-11-2014                                                              | Breslavia                                                               | Polonia                                                                 | 2 – 2                                                                   | Svizzera                                                                | Amichevole                                                              | -                                                                       | 63’                                                                     |
| 27-3-2015                                                               | Lucerna                                                                 | Svizzera                                                                | 3 – 0                                                                   | Estonia                                                                 | Qual. Euro 2016                                                         | -                                                                       | 62’                                                                     |
| 31-3-2015                                                               | Zurigo                                                                  | Svizzera                                                                | 1 – 1                                                                   | Stati Uniti                                                             | Amichevole                                                              | 1                                                                       | 46’                                                                     |
| 10-6-2015                                                               | Thun                                                                    | Svizzera                                                                | 3 – 0                                                                   | Liechtenstein                                                           | Amichevole                                                              | -                                                                       | 46’                                                                     |
| 5-9-2015                                                                | Basilea                                                                 | Svizzera                                                                | 3 – 2                                                                   | Slovenia                                                                | Qual. Euro 2016                                                         | 1                                                                       | 80’                                                                     |
| 8-9-2015                                                                | Londra                                                                  | Inghilterra                                                             | 2 – 0                                                                   | Svizzera                                                                | Qual. Euro 2016                                                         | -                                                                       | 72’                                                                     |
| 13-11-2015                                                              | Trnava                                                                  | Slovacchia                                                              | 3 – 2                                                                   | Svizzera                                                                | Amichevole                                                              | -                                                                       | 58’                                                                     |
| 17-11-2015                                                              | Vienna                                                                  | Austria                                                                 | 1 – 2                                                                   | Svizzera                                                                | Amichevole                                                              | -                                                                       | 60’                                                                     |
| 7-10-2016                                                               | Budapest                                                                | Ungheria                                                                | 2 – 3                                                                   | Svizzera                                                                | Qual. Mondiali 2018                                                     | 1                                                                       | 88’                                                                     |
| 10-10-2016                                                              | Andorra la Vella                                                        | Andorra                                                                 | 1 – 2                                                                   | Svizzera                                                                | Qual. Mondiali 2018                                                     | -                                                                       | 78’                                                                     |
| 13-11-2016                                                              | Lucerna                                                                 | Svizzera                                                                | 2 – 0                                                                   | Fær Øer                                                                 | Qual. Mondiali 2018                                                     | -                                                                       | 69’                                                                     |
| Totale                                                                  |                                                                         | Presenze                                                                | 36                                                                      |                                                                         | Reti                                                                    | 6                                                                       |                                                                         |

## Palmarès

### Club

#### Competizioni nazionali
- Campionato svizzero: 6

Basilea: 2007-2008, 2009-2010 2010-2011, 2011-2012, 2012-2013, 2013-2014
- Coppa Svizzera: 4

Basilea: 2007-2008, 2009-2010, 2011-2012, 2018-2019